# Cirolana urostylis
Cirolana urostylis là một loài chân đều trong họ Cirolanidae. Loài này được Menzies miêu tả khoa học năm 1962.